# Союзний договір між РСФРР та УСРР (1920)
Союзний робітничо-селянський договір між Російською Соціалістичною Федеративною Радянською Республікою і Українською Соціалістичною Радянською Республікою — союзний договір, підписаний у Москві 28 грудня 1920 року представниками урядів РСФРР та УСРР.
Цим актом РСФРР вперше формально визнавала незалежність УСРР .

## Передумови
За історіографією часів СРСР початком існування радянської влади на українських землях вважається 12 (25) грудня 1917 року, коли російськими більшовиками (РСДРП(б)) разом із російськими соціалістами-революціонерами, був організований Перший Всеукраїнський з'їзд Рад у Харкові, на якому був обраний Народний секретаріат, оголошений «радянським урядом України». Таким чином, радянська історіографія веде історію УРСР від 25 грудня 1917 року.

Резолюція IV Всеукраїнського з'їзду Рад про державні взаємини між УСРР і РСФРР.

Під час виборів до Установчих зборів восени 1917 року  за більшовиків в Україні проголосувало лише 10 % виборців: 754 тис. голосів. В усій Росії більшовики спиралися на міське населення (переважно не українців) та робітників промисловості. В Україні ці групи були нечисленними і складалися переважно з «великоросів». У Волинській, Київській, Полтавській, Таврійській губерніях та на Чорноморському флоті не було обрано жодного депутата від більшовиків.

| Намагаючись розв’язати проблему протистояння політичних сил на свою користь, більшовики скликали 17 грудня 1917 р. Перший Всеукраїнський з’їзд Рад робітничих, солдатських та селянських депутатів. <…> Серед 2500 учасників з’їзду більшовицьких депутатів було тільки 60 (за іншими даними — 130). Звичайно, при такому співвідношенні сил більшовики не могли захопити владу в Україні у легальний спосіб. <…> Відносно мала кількість більшовицьких делегатів на з’їзді не була випадковою — це відбивало дійсну картину впливу більшовиків на території України. <…> | 
| Під час дискусії виявилася неабияка розбіжність у поглядах делегатів на те, як саме проводити національну політику в Україні. Були й такі, що радили відкликати з Південно-Західного фронту гвардійський корпус, який був під впливом більшовиків, і кинути його на Центральну Раду. Подібні заяви В. Аусема та Є. Бош викликали гострий осуд більшості з’їзду. Маневр більшовиків України не вдався: замість вибрати нову Центральну Раду, підконтрольну більшовикам, з’їзд висловив діючій Центральній Раді повне довір’я. <…> Зрозумівши, що в Києві їм не вдасться нічого вдіяти проти Центральної Ради, більшовики разом із фракцією лівих російських соціалістів-революціонерів покинули з’їзд і переїхали до Харкова. Тут вони об’єдналися зі з’їздом Рад Донецького та Криворізького басейнів, що якраз відбувався, і оцей об’єднаний з’їзд проголосив себе першим Всеукраїнським з’їздом Рад, який обрав Центральний виконавчий комітет і Народний секретаріат, тобто перший радянський уряд України. [4] |
У такий спосіб був створений маріонетковий окупаційний уряд.

| Не зайве ще раз підкреслити, що більшовики України були членами Російської соціал-демократичної робітничої партії (більшовиків), а не аналогічної української партії, якої на той час ще не існувало. Тобто вони виступали нічим іншим, як територіальною агентурою проводу більшовиків Росії, котрий використовував їх для здійснення своїх планів в Україні. А плани були ясні: за допомогою українського радянського уряду підірвати Українську Народну Республіку зсередини, а Центральну Раду розчинити у радах робітничих, селянських і солдатських депутатів.[4] |
| Усвідомлюючи справжній стан речей, Затонський в одній із своїх тодішніх промов сказав таке:[4] «Поки ще серед українців розколу немає і не передбачається, а тому доводиться вести війну з українським народом, а більшовиків тільки невеличка жменька»[5] [4] |

Варто зазначити, що партія більшовиків — РКП(б) — була загальноросійською партією, а КП(б)У:
|  | Формально заснована у квітні 1918 як самостійна партія, але вже через 3 місяці, на своєму I з'їзді, КП(б)У увійшла до РКП(б) з підпорядкуванням спільним партз'їздам і ЦК. Оригінальний текст (рос.) Формально основана в апреле 1918 как самостоятельная компартия, но уже через 3 мес., на своём I съезде, КП(б)У вошла в РКП(б) с подчинением общим партсъездам и ЦК. |

Перший Всеукраїнський з'їзд Рад прийняв резолюції «Про організацію влади на Україні» та «Про самовизначення України». З'їзд проголосив, що «Україна проголошується Республікою Рад робітничих, солдатських та селянських депутатів». Українську робітничо-селянську радянську республіку в офіційних радянських актах відразу ж після її утворення називали «Українською Народною Республікою Рад».
У 1917–1920 pp. Росією було здійснено три спроби встановлення радянської влади в Україні, що спиралися на інтервенцію Червоної армії.
У березні 1918 році кілька раніше створених більшовиками «радянських республік» на території України були об'єднані в Українську Радянську Республіку зі столицею у Харкові.
28 листопада 1918 року у Курську було створено «Тимчасовий робітничо-селянський уряд України» та, формально, його збройні формування, після чого ці частини РСЧА розгорнули наступ на Україну. 3 січня 1919 р. вони взяли Харків. А 6 січня 1919 року «Тимчасовим робітничо-селянським урядом України» вперше була затверджена назва «Українська Соціалістична Радянська Республіка» УСРР (до січня 1919 р. використовувала назву «Українська Народна Республіка ») і була формально проголошена як «окрема держава» на 3-му Всеукраїнському з'їзді Рад 6-10 березня 1919 р., при ухваленні першої конституції УСРР. Остаточно Конституція УСРР була затверджена Всеукраїнським Центральним Виконавчим Комітетом на засіданні 14 березня 1919 року. Конституція була підписана членами президії з'їзду: Раковським, П'ятаковим, Бубновим та Квірінгом, що були відомими більшовиками — членами керівництва РКП(б),— але право їх виступати представниками українського народу було більш ніж сумнівним .
УСРР проголошена 10 березня 1919 року на 3-му Всеукраїнському з'їзді Рад у Харкові стосовно території, що знаходилася під контролем Червоної армії РСФРР . До початку 1923 року мала формальні ознаки незалежної держави, що від грудня 1920 року мала союзні відносини із РСФРР, БСРР, ЗСФРР. На час створення УСРР керівною силою в УСРР була проголошена КП(б)У, що входила на правах обласної організації до РКП(б) і спиралася на збройні сили РСЧА РСФСР. КП(б)У була на той час малочисельною (4364 членів, з яких 130 українців, наприкінці 1918 р. на десятки мільйонів українського населення) і, внаслідок цієї обставини, не була представником ні українського робітничого класу, ні українського селянства.
На час підписання Договору уряд УСРР очолювали керівні діячі РКП(б):

Головою уряду був призначений Християн Раковський, що був направлений до Харкова ЦК РКП(б) на зміну ... через конфлікт, що виник поміж... 1918 року Х. Раковський очолював делегацію РСФРР на мирних переговорах з Українською державою. На час підписання Союзного договору Х. Раковський обіймав посади члена ЦК та члена Оргбюро ЦК РКП(б).
Договори аналогічного змісту були підписані між РСФРР та Хорезмійською РНР (18.9.1920), АзСРР (30.9.1920), РСРБ (16.1.1921) ,  Бухарською РР (4.3.1921) , ССРГ (21.5.1921) . 22 лютого 1922 року був підписаний Протокол, що розглядався як Угода про представництво і захист Урядом РСФРР інтересів Радянських Республік Азербайджану, Вірменії, Білорусії, Бухари, Грузії, України, Хорезму і Далекосхідної Республіки на Генуезькій конференції 

| «Принцип незалежності Радянської України відіграв величезну роль в нашій дипломатії та підсік буферизм Пілсудського. У Ризькій угоді ми визнали формулу незалежності України, а між тим IV з'їзд Українських рад висловився за входження України до складу РСФРР. Це було до укладення Ризької угоди, котра зобов'язує нас визнати окремішність України. Фактично нинішні взаємовідносини можуть залишитися без змін, але їм потрібно надати форму союзу двох держав замість союзної держави» - Георгій Чичерін, нарком закордонних справ, з листа до політбюро ЦК РКП(б) від 30 листопада 1920 року[14] |
Окупована Червоною армією, УСРР у першій половині 1920 року по суті вже стала складовою частиною РСФРР .

## Зміст договору
Союзный рабоче-крестьянский договор между Российской Социалистической Федеративной Советской Республикой и Украинской Социалистической Советской Республикой
Правительство Российской Социалистической Федеративной Советской Республики, с одной стороны, и правительство Украинской Социалистической Советской Республики, с другой стороны, исходя из провозглашенного великой пролетарской революцией права народов на самоопределение, признавая независимость и суверенность каждой из договаривающихся сторон и сознавая необходимость сплотить свои силы в целях обороны, а также в интересах их хозяйственного строительства, решили заключить настоящий союзный рабоче-крестьянский договор, для чего назначили своими уполномоченными:
Советское Российское правительство — председателя Совета Народных Комиссаров Владимира Ильича Ленина и Народного Комиссара по Иностранным Делам Георгия Васильевича Чичерина, а Советское Украинское правительство — председателя Совета Народных Комиссаров и Народного Комиссара по Иностранным делам Христиана Георгиевича Раковского.
Вышеозначенные уполномоченные, проверив представленные им полномочия и найдя их вполне достаточными, пришли к следующему соглашению:
I
Российская Социалистическая Федеративная Советская Республика и Украинская Социалистическая Советская Республика вступают между собой в военный и хозяйственный союз.
II
Оба государства считают необходимым объявить, что все общие обязательства, которые они впредь будут принимать на себя по отношению к другим государствам, могут обусловливаться лишь общностью интересов рабочих и крестьян, заключающих настоящий союзный договор Республик, и что из самого факта прежней принадлежности территории Украинской Социалистической Советской Республики к бывшей Российской империи для Украинской Социалистической Советской Республики не вытекает никаких обязательств по отношению к кому бы то ни было.
III
Для лучшего осуществления указанной в пункте 1-м цели оба правительства объявляют объединенными следующие Комиссариаты: 1) Военный и Морских Дел, 2) Высший Совет Народного Хозяйства, 3) Внешней Торговли, 4) Финансов, 5) Труда, 60 Путей Сообщения и 7) Почт и Телеграфа.
IV
Объединенные Народные Комиссариаты обеих Республик входят в состав Совета Народных Комиссаров Российской Социалистической Федеративной Советской Республики и имеют в Совете Народных Комиссаров Украинской Социалистической Советской Республики своих уполномоченных, утверждаемых и контролируемых украинским Центральным Исполнительным Комитетом и Съездом Советов.
V
Порядок и форма внутреннего управления объединенных Комиссариатов устанавливается особыми соглашениями между обоими правительствами.
VI
Руководство и контроль объединенных Комиссариатов осуществляется через Всероссийские Съезды Советов Депутатов Рабочих, Крестьян и Красноармейцев, а также и Всероссийский Центральный Исполнительный Комитет, в которые Украинская Социалистическая Советская Республика посылает своих представителей, на основании постановления постановления Всероссийского Съезда Советов.
VII
Настоящий договор подлежит ратификации соответственных высших законодательных учреждений обеих Республик.
Подлинный составлен и подписан в 2-х экземплярах на русском и украинском языках в городе Москве, декабря 28-го дня, тысяча девятьсот двадцатого года.
Дополнительное постановление к регламенту Всероссийских Съездов Советов.
На Съезде Советов каждая из заключивших договор сторон в праве потребовать, чтобы по необъединенным Комиссариатам другая сторона имела лишь совещательный голос.

## Наслідки
Економічну незалежність Україна (УСРР) офіційно почала швидко втрачати вже після IV Всеукраїнського з'їзду рад (16—20 травня 1920), що у резолюції про державні взаємини між УСРР та РСФРР, зокрема, вказав: «IV Всеукраїнський з'їзд рад, стверджуючи умову між центральними виконавчими комітетами УССР і РСФСР про об'єднання комісаріятів військового, фінансового, залізничного, народнього господарства, пошт і телеграфів та праці — доручає наступному центральному виконавчому комітетові провадити і надалі ту саму політику найщільнішого зближення» . Посилено форсували цю тему, зі свого боку, і російські комуністи. Основною тезою, наприклад, на VIII з'їзді РКП(б) було: "масимальне об'єднання цілої господарської діяльности в одному загальнодержавному плані". Але остаточно підпорядкував українську економіку диктату Москви VIII з'їзд рад робітничих і селянських депутатів України, що відбувся 10-14 грудня 1922 року, ратифікувавши Конституцію СРСР, після чого УСРР де-юре втратила суверенітет політичний.